# Biblioteca Edward Worth
La Biblioteca Edward Worth és una biblioteca a Dublín, Irlanda, consistent en una col·lecció allotjada a un centre administratiu del Health Service Executive. La col·lecció de 4.400 llibres pertanyia a Edward Worth, un administrador de l'Hospital del Doctor Steevens, el qual ara és el tal centre administratiu. Fou catalogat a mà per la dècada del 1730 i posteriorment catalogat en línia.
A la mort d'Edward Worth el 1733, aquest llegà a l'hospital la seua biblioteca. La catalogació en línea fou començada pel doctor Vincent Kinane i continuada per la doctora i bibliotecària assistent Elizabethanne Boran. Es dubta que la biblioteca fóra utilitzada pel mateix col·leccionista.
Els continguts dels llibres són relatius a la medicina, teologia, filosofia de la ciència, història, clàssics i matemàtiques.